# Щеголихин, Андрей Анатольевич
Андре́й Анато́льевич Щеголи́хин (23 июля 1977, Архангельск) — российский гребец-байдарочник, выступал за сборную России в конце 1990-х — начале 2000-х годов. Бронзовый призёр чемпионатов Европы и мира, победитель всероссийских первенств и многих международных регат. На соревнованиях представлял Архангельскую область и спортивное общество «Динамо», мастер спорта международного класса. Ныне — тренер по гребле на байдарках и каноэ.

## Биография
Андрей Щеголихин родился 23 июля 1977 года в Архангельске. Активно заниматься греблей начал в раннем детстве первым тренером был Чулков Вениамин Матвеевич, проходил подготовку в местной школе высшего спортивного мастерства под руководством тренера Андрея Пуминова, позже состоял в добровольном спортивном обществе «Динамо». Четыре раза побеждал на юношеских первенствах России, выиграл молодёжный Кубок мира, начиная с 1994 года включён в состав взрослой российской национальной сборной.
Первого серьёзного успеха добился в 1996 году, когда впервые завоевал золотую медаль взрослого всероссийского первенства, одержав победу в зачёте байдарок-одиночек на дистанции 200 метров. Год спустя взял сразу два золота, в одиночных гонках на 500 и 1000 метров. Благодаря череде удачных выступлений удостоился права защищать честь страны на чемпионате мира 1998 года в венгерском Сегеде — в составе четырёхместного экипажа, куда также вошли гребцы Андрей Тиссин, Виталий Ганькин и Роман Зарубин, выиграл бронзу на полукилометровой дистанции.
В 1999 году Щеголихин выступал на первенстве мира в Милане, в четвёрке с Ганькиным, Анатолием Тищенко и Олегом Горобием вновь добился бронзы, но на сей раз на двухстах метрах. В следующем сезоне добыл бронзу на чемпионате Европы в польской Познани, занял третье место среди байдарок-четвёрок на дистанции 500 метров. Оставался действующим профессиональным спортсменом ещё в течение нескольких лет, однако в последнее время уже не показывал сколько-нибудь значимых результатов. За выдающиеся спортивные достижения удостоен почётного звания «Мастер спорта России международного класса».
В настоящее время работает тренером-преподавателем по гребле на байдарках и каноэ в архангельской детско-юношеской школе № 3 «Водник» — его воспитанники неоднократно были победителями и призёрами первенств Северо-западного федерального округа. Регулярно участвует в ветеранских регатах, является судьёй второй категории по гребле на байдарках и каноэ.